# Шимон Старовольский и Карл Густав у гроба Локетека
«Шимон Старовольский и Карл Густав у гроба Локетека» (пол. Szymon Starowolski z Karolem Gustawem przed grobem Łokietka) — картина польского художника Яна Матейко, созданная в 1857 году. Хранится во Львовской картинной галерее.
На картине изображён исторический эпизод, относящийся к эпохе Потопа, когда шведская армия во главе с королём Карлом X Густавом на время заняла Краков (1655 год). Польский писатель Шимон Старовольский стоит у гроба Владислава I Локетека, средневекового объединителя Польши, указывая на него левой рукой, и говорит с Карлом Густавом, подняв к небу указательный палец правой руки. Принято считать, что Старовольский рассказывал о сложной судьбе Локетека, трижды уходившего в изгнание, но всякий раз возвращавшегося и побеждавшего. Король на это сказал: «Ян Казимир не вернётся», а Старовольский ответил: «Фортуна изменчива, Бог неизменен». Вскоре Ян Казимир действительно смог отвоевать Краков и вытеснить шведов.